# 嘉陽宗一郎
嘉陽 宗一郎（かよう しゅういちろう、1995年11月15日 - ）は、沖縄県沖縄市出身の社会人野球選手（投手）。

## 経歴
沖縄市立宮里小学校2年時より「宮里スラッガーズ」で野球を始める。
沖縄市立宮里中学校時代には一塁手兼控え投手として軟式野球部に所属。
同じ沖縄出身の荷川取秀明監督が指揮を執る愛媛県の松山聖陵高等学校に進学。2年夏よりエースとなる。同年秋の県大会準決勝では、済美のエース・安樂智大と延長14回を投げ合いサヨナラ負けした。3年春は県大会決勝で今治西に敗退、3年夏は準決勝で同じく今治西に1失点完投も0-1で敗退。甲子園出場はなし。
2014年、東都大学野球リーグの亜細亜大学に進学。同期に髙橋遥人投手、北村拓己がいる。1年春のリーグから登板し高橋に先んじて活躍し、上級生になると高橋と共に投の柱として活躍。生田勉監督から「同学年で力のある投手が2人そろうのは木佐貫と永川以来」と評され、ドラフト候補にも挙げられていたが指名漏れした。東都リーグ通算10勝4敗、防御率3.09。
大学卒業後の2018年にトヨタ自動車に入社し野球部に入部。入部当初は主に救援陣の核を担った。同年9月14日の阪神2軍との練習試合に登板し2回無失点3奪三振、2019年8月1日には広島2軍との交流戦に先発し6回2失点と好投した。同年10月、アジア野球選手権大会の日本代表に選出された。
社会人3年目の2020年、球速アップをテーマに掲げ、上から叩き下ろすイメージだった腕の振りをスリークォーターに変更し148km/hをマーク。大学1年時に計測した147km/hを6年ぶりに更新した。11月の都市対抗野球では152km/hをマークした。
2022年の第47回社会人野球日本選手権大会では3試合に先発して3失点と安定感のある投球を見せ、チームの4大会ぶり6度目の日本選手権優勝に貢献。自身は最高殊勲選手賞（MVP）に選出された。
2023年の第94回都市対抗野球大会では、1回戦・Honda戦で1失点完投勝利、準々決勝・日本通運戦で1失点完投勝利、決勝・ヤマハ戦で7回1失点で勝利投手となり、トヨタの7年ぶり2回目の優勝に貢献。最優秀選手に贈られる橋戸賞を受賞した。9月から開催の第19回アジア競技大会の野球競技の日本代表に選出された。12月開催のアジア野球選手権にも日本代表として参加し、オールスター・チームの先発投手に選ばれるほどの活躍で優勝に貢献した。帰国後に行われた社会人野球表彰式ではベストナインに初選出された。

## 選手としての特徴
2020年の都市対抗野球大会1回戦（対セガサミー戦）で自己最速の152km/hをマーク。

## 人物
何度もドラフト候補に挙げられながら指名漏れが続いたが、2023年のインタビューで「プロはもう考えていません。僕自身、（社会人）3年目が終わった時点で、ないな......と。『これで行けなかったら無理だ』と思ってしまって。そこからは、考えなくなったという感じです」「都市対抗で優勝して、トヨタに恩返ししたい。その思いだけでやっています」と語っている。
トヨタの大先輩で長年チームを支える佐竹功年を目標の投手として挙げている。
野球ライターの西尾典文は大学4年時の嘉陽について、「下級生の頃は「絶対3年後にプロに行くな」と思いましたが、伸びなかったですね。球が遅くなったんですよね。」「いい時はあったので、プロでハマればひょっとしたらというのはあるかもしれませんね。」と評していた。
乗ってみたい車はレクサス。

## 日本代表キャリア
- 第29回 BFA アジア選手権（2019年）[16]
- FIBT-YOSHIDA CHALLENGE（2019年）[16]
- 第19回 アジア競技大会（2023年）
- 第30回 BFA アジア選手権（2023年）